# Zmijski otok (Crno more)
Zmijski otok (ukrajinski: острів Зміїний ostriv Zmiyinyy; rumunjski: Insula şerpilor) se nalazi u Crnom moru, nedaleko od obale Rumunjske i Ukrajine. Otok pripada okrugu Odesa, u Ukrajini. 

## Zemljopis
Otok se sastoji od vapnenca. Nalazi se oko 35 km od obale, istočno od delte Dunava. Otok je križnog tlocrta, 662 m puta 440 m, s površinom od 0,17 km². Najveći vrh je 41 m iznad mora. Otok je u blizini ukrajinske luke na delti Dunava. Najbliži gradovi su Sulina, u Rumunjskoj 45 km istočno. Najbliži ukrajinski grad je Vilkovo.

## Povijest
Grci su bili prvi koji su dali ime otoku, Λευκός, što u prijevodu znači Bijeli otok. Rumunji su dali ime otoku Alba, što isto znači bijeli otok, vjerojatno zbog bijelih kamenja koju se mogu naći na otoku. Nekoliko građevina se može naći, poput hrama boga Apolona. Danas su ostale samo potopljene ruševine. Prema legendi o Trojanskom ratu, tijela Ahila i Patrokla su donesena na ovaj otok, gdje ih se pokopalo. Vjeruje se da je kapetan Kritzikli 1823. godine našao ruševine Ahilovog hrama, pronađeni 30 m sa strane otoka.

## Moderna povijest
1877. godine, poslije rusko-turskog rata, Rusija je dala kontrolu nad otokom Rumunjskoj, kao i Dobrodžom, kao naknadu za rusko pripojenje rumunjske besarabijske južne regije.
Mirovnim sporazumom u Parizu 1947., SSSR-u je pripala sjeverna Bukovina, Herza regija, Budjak i Besarabija, ali bez spominjanja delte Dunava i Zmijskog otoka.
1948. godine, Rumunjska je pod prisilom SSSR-a predala kontrolu nad Zmijskim i Limba otokom, kao i povećanja granice SSSR-a na zapad. Rumunjska je osporavala valjanost tog sporazuma, jer sporazum nikad nije bio ratificiran s obje strane, prema čemu su otoci de iure rumunjski teritorij. Iste godine, za vrijeme hladnog rata, na otoku je postavljen radar. Sovjetski posjed otoka je potvrđen sporazumom između vlade Narodne Republike Rumunjske i vlast Sovjetskog saveza na rumunjsko-sovjetskoj granici u Bukureštu 27. veljače 1961. godine. Između 1967. i 1987., SSSR i Rumunjska su pregovarali delimitaciju kontinentalne obale. Rumunjska strana je odbila rusku ponudu od 4000 km² od 6000 km² oko otoka 1987.
Poslije 1991., Ukrajina je preuzela otok, iako je Rumunjska tvrdila da otok treba pripasti njima. Prema rumunjskoj strani, mirnovnim sporazumima 1918. i 1920., otoci su ostali dio Rumunjske, kao i što nisu spomenuti u sporazumu oko promjene granice 1947. 1997., Rumunjska i Ukrajina su potpisali sporazum o mirnom razrješenju spora. Dvije zemlje su pristale da će, ako se ne nađe međusobno rješenje spora u roku od dvije godine, obratiti međunarodnom sudu pravde za konačnu odluku.
3. veljače 2009. spor je riješen. U određivanju nove granice uzelo se u obzir malo područje od 12 nautičkih milja oko Zmijskog otoka, a zatim se granica dijeli između 248 km duge rumunjske obale, odnosno 705 km ukrajinske obale.

## Stanovništvo i infrastruktura
Oko 100 stanovnika živi na otoku, većina su pripadnici granične policije s njihovim obiteljima i tehničkim osobljem. Nacionalno sveučilište iz Odese je od 2003. poslalo stalnu znanstvenu ekspediciju na otok. Otok je trenutno demiliteriziran i pod stalnom obnovom. Prema sporazumu Rumunjske i Ukrajine iz 1997. godine, Ukrajina je bila dužna ukloniti vojne radare i sve vojne objekte pretvoriti u civilne.
Pored helikopterske platforme, 2002. godine je napravljeno i pristanište za brodove do 8 m. Također je počela izgradnja luke. Na otok je donesen svjetionik star 150 godina, kao i navigacijska oprema. Struja se dobiva preko agregata koji radi na dizel i vjetar. Otok ima i civilne objekte, kao što je pošta, banka, oprema za prvu pomoć, satelitska televizija, fiksna telefonija, mobilna telefonija i povezanost s internetom.

### Ostali projekti
|  | Zajednički poslužitelj ima još gradiva o temi Zmijski otok |